# Kim Caluwaerts
Kim Caluwaerts (1984) is een voormalig Belgische zwemster. Ze heeft samen met Kimberly Buys, Tine Bossuyt en Emily Vavourakis het Belgische record op de 4x100m en 4x200m vrije slag in handen. Daarnaast is ze ook Belgisch recordhoudster op de 4x100m wisselslag samen met Elise Matthysen, Kimberly Buys en Emily Vavourakis

## Internationale toernooien
| Jaar | Olympische Spelen | WK langebaan  | WK kortebaan                                                | EK langebaan  | EK kortebaan                             |
| ---- | ----------------- | ------------- | ----------------------------------------------------------- | ------------- | ---------------------------------------- |
| 2006 |                   |               | geen deelname                                               | geen deelname | 25e 200m vrije slag 11e 4x50m vrije slag |
| 2007 |                   | geen deelname |                                                             |               | 37e 100m vrije slag 24e 200m vrije slag  |
| 2008 | geen deelname     |               | 30e 100m vrije slag 20e 200m vrije slag 15e 400m vrije slag | geen deelname | geen deelname                            |

## Persoonlijke records
Bijgewerkt tot en met 26 januari 2015

### Kortebaan
| Afstand         | Tijd    | Datum            | Plaats     |
| --------------- | ------- | ---------------- | ---------- |
| 100m vrije slag | 56,44   | 13 december 2007 | Debrecen   |
| 200m vrije slag | 1.59,42 | 7 augustus 2007  | Leuven     |
| 400m vrije slag | 4.15,26 | 11 april 2008    | Manchester |

### Langebaan
| Afstand         | Tijd    | Datum           | Plaats    |
| --------------- | ------- | --------------- | --------- |
| 100m vrije slag | 57,33   | 2 augustus 2007 | Antwerpen |
| 200m vrije slag | 2.03,23 | 25 juli 2008    | Antwerpen |
| 400m vrije slag | 4.23,44 | 1 mei 2009      | Antwerpen |